# مقاطعة بلعد
مقاطعة بلعد (بالصومالية: Degmada Balcad)‏ إحدى مقاطعات محافظة شبيلي الوسطى في الصومال، تقع على بعد حوالي 36 كيلومترًا شمال شرق العاصمة الصومالية مقديشو، وتصل مساحتها إلى 4400 كيلومتر مربع (1700 ميل مربع) ويقدر عدد سكانها بـ 643000 نسمة يتوزعون على 82 بلدة.
ويمر نهر شبيلى عبر المقاطعة مارا بعاصمتها بلعد، ويصب بعد ذلك في المحيط الهندي وتُطل مقاطعة بلعد على المحيط الهندي بساحل يصل إلى حوالي 70 كم، وتشتهر المنطقة بالزراعة والثروة الحيوانية والثروة البحرية.

## محمية طبيعية
تضم مقاطعة بلعد واحدة من أبرز المحميات الطبيعية العديدة في البلاد والتي تقع على الضفة الشرقية لنهر شبيلي، جنوب مدينة بلعد، وتأسست المقاطعة على يد الجمعية البيئية الصومالية عام 1985، وكانت تغطي في ذلك الوقت مساحة قدرها 42 هكتارًا ثم امتدت لاحقًا إلى 190 هكتارًا في عام 1987. وتعتبر المحمية إحدى المناطق القليلة الباقية من الغابات النهرية المتبقية على نهر شبيلي والسافانا المحيطة بها.
وتضمنت المحمية مركزًا ميدانيًا للسيطرة على الحرائق ومراقبة الحياة الرعوية نشط بين عامي 1985 و1990.

## المرافق العامة
توجد في المقاطعة ميناءان طبيعيان هما هما عيل معان وعيل عدي الذين يمثلان البوابات الرئيسية للبضائع الواردة والصادرة من وإلى المقاطعة، وكذلك مطار عيسيلي الذي نشط مدة عقد ونصف هي فترة إغلاق ميناء مقديشو ومطارها الرئيسي خلال الحرب الأهلية.

## الصناعة
يعمل مصنع صوماليتكس، الذي يحتوي على 154 نولًا آليًا، 14 ساعة يوميًا، وينتج ما يقرب من 14 مليون متر (حوالي 15 مليون ياردة) من القماش سنويًا، ويعمل في المصنع ثلاثة آلاف عامل، ويُعتبر نتاجه من أجود القماش في البلاد.
وتتمتع بلعد بمناخ مثالي لزراعة القطن، وينتج مصنع صوماليتكس المنسوجات المصنوعة من القطن، وكان قد طُوِر بتمويل من ألمانيا الغربية، ووُسّعت مرافقه بعد ذلك، ويعتبر من أفضل مصانع النسيج المجهزة في أفريقيا.
تعمل إدارة مقاطعة بلعد في محافظة شبيلي الوسطى بدعم من الحكومة الفيدرالية الصومالية على تشجيع الاستثمار المحلي والأجنبي في المنطقة.

## روابط خارجية
- الخريطة الإدارية لمقاطعة بلعد 1
- الخريطة الإدارية لمقاطعة بلعد 2
- المحمية الطبيعية